# Sarfarosh
Sarfarosh (Hindi: सरफ़रोश sarafaroś; dt. Märtyrer) ist ein kritischer und kommerziell erfolgreicher Hindi-Film von John Mathew Matthan. Der Film wurde am 30. April 1999 veröffentlicht. In der Zeit gab es heftige Spannungen zwischen Pakistan und Indien aufgrund des Kargil-Krieges.

## Handlung
Der Film beginnt mit einem Blick auf die unendlichen Weiten der Wüste Thar im indischen Bundesstaat Rajasthan. Die Sequenz zeigt die Infiltration von Waffen und Munition aus Pakistan über die Grenzen hinweg nach Rajasthan, Indien. Das Waffenarsenal geht seinen Weg über mehrere Waffenschmuggler. Ein Teil der Sendung landet in einem Stammes-Dorf in einem Wald auf der Indischen Halbinsel nahe der Stadt Chandrapur. Der lokale Waffenschmuggler Bula Thakur liefert die Waffen an den Stammführer Veeran. Er will den Terrorismus voranbringen. Veeran's Bande überfällt einen Bus, die Insassen werden ausgeraubt und anschließend umgebracht. Der Vorfall sorgt für einen nationalen Aufruhr. Die verblüffte politische Führung beauftragt die Mumbai Police den Fall zu lösen und zu untersuchen. Das Team geht nach Chandrapur und findet dort zufällig einen Hinweis auf eine mögliche Verbindung des Massakers mit Bula Thakur. Er war vorher geflüchtet, da er von dem Polizeieinsatz gehört hatte.
Die Szene verlagert sich nach Colaba, Mumbai. Dort wohnt Ajay Singh Rathore. Dort geht er auf ein Konzert des berühmten pakistanischen Sängers Gulfam Hassan. Er sieht dort seinen alten Freund Seema wieder. Sie waren beide auf der Universität in Delhi. Während des Konzerts sieht der Filmzuschauer Rückblenden auf ihre gemeinsamen Zeiten. 
Man sieht wie Ajay's ältere Bruder umgebracht wird. Terroristen ermordeten ihn als Rache dafür, dass sein Vater gegen sie aussagen wollte. Die trauernde Familie zieht nach Mumbai, wo Ajay's Onkel eine Niederlassung leitet. Dort wird Ajay zum entschlossen Offizier des IPS (Indian Police Services). Als ein ACP (Assistenz-Kommissar) verschafft er sich einen guten Ruf als ehrlicher aber zäher Polizist. Nach dem Treffen beim Konzert beleben Ajay und Seema ihre Freundschaft neu. 
Inzwischen arbeitet das Operation-Team, das von dem ACP Rathore geleitet wird, fieberhaft daran Verbindungen zwischen feindlichen Organisationen zu finden. Diese Organisationen haben das Ziel Indien durch terroristische Taten, durch Waffenschmuggel der lokalen Banden und durch Taten wie zum Beispiel das Chandrapur-Gemetzel zu destabilisieren. Rathore stellt eine Mannschaft von Fachmännern zusammen. Seine Versuche den Kommissar Salim scheiterten. Salim ist ein ehrlicher und aufrechter Polizist, der mit bester Intelligenz in Verbindung gebracht wird. Jedoch endet Salims Versuch den Gangster Sultan zu überführen mit dessen Flucht und dem Tod von 3 Polizisten. Seine Vorgesetzten stempeln diesen Einsatz als Rücksichtslosigkeit seitens Salims ab und befördern Salim wieder an den Schreibtisch. Salim glaubt, er wird benachteiligt, weil er Moslem ist und nicht mit Ajay zusammenarbeiten will. Salim hat jedoch gegenüber Ajay einen Vorsprung auf Bala Thakur, nun arbeiten sie zusammen. Sie begegnen den Kriminellen auf einem Treffen. Das Ergebnis des Treffens ist der Tod von Bala Thakur. Ajay wird schwer verletzt. Obwohl Sultan und seine rechte Hand Shiva es schaffen zu fliehen, ist der Einsatz ein Erfolg, da sie ein Großteil der Waffen und der Munition sicherstellen können.
Die Ermittlungen schienen im Stillstand, als die Ermittler durch einen Hinweis auf die Spur von "Mirchi Seth" Rambandhu Gupt in Bahid, Rajasthan. Dort versuchen sie alles über ihn herauszufinden. Die Untersuchungen ergeben, dass Gulfram hinter dem Befehl des pakistanischen Geheimdienstes ISI steht. Die Armeen sollen in Indien eindringen. Gulfram versucht die Untersuchungen durch politische Mittel zum Stillstand zu bringen. Er plant einen Angriff auf Ajay, ohne Erfolg. Die wiederholten Verstöße Gulfram's missfällt der ISI-Führung sehr. Der Major Aslam Beg überreicht Gulfram die Botschaft: Führen oder untergehen.
Die Ermittler bereiten sich auf einen Angriff vor. Sie finden Mirhi Seth bei Gulfram. Ajay fühlt sich von Gulfram verraten, er hat aber nicht genug Beweise um Gulfram anzuklagen. Er kann schließlich durch Tricks die Verhaftung von Gulfram herbeiführen. Gulfram, nicht in der Lage diese Demütigung zu ertragen, begeht Selbstmord. Das Team kehrt triumphierend nach Mumbai zurück. Sie bekommen viel Lob für die Zerschlagung des terroristischen Netzwerks in Indien. Am Flughafen von Mumbai beschließen sie (im Besonderen Salim) eine weitere Untersuchung um Veeran zu finden.

## Sonstiges
Die Dialoge des Films schrieben Hriday Lani und Pathik Vats.
Als Playbacksänger sind Kavita Krishnamurti (Yeh Jawani Had Kar De), Sonu Nigam (Zindagi Maut Na Ban Jaye), Roop Kumar Rathod (Zindagi Maut Na Ban Jaye), Kumar Sanu (Jo Hal Dil Ka), Jagjit Singh (Hosh Walon Ko) und Alka Yagnik (Is Deewane Ladke Ko, Jo Haal Dil Ka und Meri Raaton Ki Neendein) zu hören. Die Liedtexte stammen von Israr Ansari, Nida Fazli, Sameer und Indeevar.

## Auszeichnungen
- National Film Award/Bester Unterhaltungsfilm

- Filmfare Award/Kritikerpreis – Bester Film
- Filmfare Award/Bestes Drehbuch: John Mathew Matthan
- Filmfare Award/Bester Dialog: Hriday Lani und Pathik Vats
- Filmfare Award/Bester Schnitt: Jeethu Mandal

- Zee Cine Award/Bester Hauptdarsteller: Aamir Khan
- Zee Cine Award/Bestes Make-up: Deepak Bhatee

- Star Screen Award/Bestes Regiedebüt: John Mathew Matthan
- Star Screen Award/Beste Story: John Mathew Matthan
- Star Screen Award/Bester Schnitt: Jeethu Mandal

- IIFA Award/Bester Schurke: Naseeruddin Shah
- IIFA Award/Bestes Szenenbild: Kesto Mandal